# ویساریون شیبالین
ویساریون یاکوولویچ شیبالین (روسی: Виссарио́н Я́ковлевич Шебали́н؛ ‏ ۲۹ مهٔ ۱۹۰۲ – ۲۸ مهٔ ۱۹۶۳) موسیقی‌دان، آهنگساز، مربی موسیقی، رهبر موسیقی و استاد دانشگاه اهل اتحاد جماهیر شوروی سوسیالیستی بود.
وی در سال ۱۹۲۸ از کنسرواتوار دولتی چایکوفسکی مسکو فارغ‌التحصیل شد. او یکی از قربانیان دکترین ژدانف بود که به حذف و پاکسازی تعداد بیشماری از هنرمندان منجر شد. از شاگردان او می‌توان به ویلیو تورمیس، ادیسون دنیسوف و تیخون خرینیکوف اشاره کرد.
وی همچنین برندهٔ جوایزی همچون هنرمند مردمی جمهوری شوروی فدراتیو سوسیالیستی روسیه، نشان پرچم سرخ کار، و نشان لنین شده‌است.